# Wiadomości bez cenzury
Wiadomości bez cenzury (oryginalny tytuł The Onion Movie) – amerykańska komedia z roku 2008 utrzymana w konwencji parodii serwisu informacyjnego. Rzeczywiste problemy społeczne, gospodarcze i polityczne przedstawione zostały w sposób mocno przejaskrawiony i doprowadzony do absurdu.

## Obsada
- Abigail Mavity jako Roseanne McCormick
- Savannah Haske jako Lisa
- Larissa Laskin jako Dana Dobbs
- Tom Wright jako Kwame
- Daniel Dae Kim jako Ivy Leaguer
- Steven Seagal jako Cock Puncher
- Don McManus jako Pan McCormick
- Jay Montalvo jako Peruwiańczyk
- Sarah McElligott jako Melissa Cherry
- Jerry Giles jako Dave Kostman
- Scott Klace jako Kip Kendall
- Len Cariou jako Norm Archer
- Ahmed Ahmed jako Ahmed
- Amir Talai jako Ahman
- Ken Narasaki jako Biznesmen
- Gill Gayle jako Więzień
- Dan Benson jako Gracz
- S.E. Perry jako Oficer rekrutujący
- Jed Rees jako Proteusz
- Erik Stolhanske jako Producent
- John Viener
- Alonzo Bodden jako Skazany
- Greg Pitts jako Władca smoków
- Bashar Rahal jako Arabski terrorysta
- Greg Cipes jako Hipis-dyplomata
- Joel McHale jako Pracownik biura